# Baltimore Bullets (1944-1955)
I Baltimore Bullets furono una squadra con sede a Baltimora, Maryland, della American Basketball League dal 1944 al 1947. Nel 1947 passarono alla Basketball Association of America, in seguito diventata NBA, vincendo subito il titolo. La squadra fallì il 27 novembre 1954, durante la stagione, quando aveva un record di 3-11.

## Membri della Basketball Hall of Fame
- Buddy Jeannette (Giocatore, 1947-50/Allenatore, 1947-51)
- Clair Bee (Allenatore, 1952-54)

## Palmarès
- Campionato NBA: 1

1948